# Mănăstirea Coșoteni
Mănăstirea Coșoteni este o mănăstire ortodoxă din România situată lângă satul Coșoteni, comuna Vedea, județul Teleorman. Satul Coșoteni, din apropierea mănăstirii, este locul de naștere al  vestitului cărturar Radu Grămăticul, cel care va traduce un Tetraevangheliar, în 1574, păstrat astăzi la British Library. Într-o notiță în limba slavonă de la sfârșitul Tetraevangheliarului, traducătorul consemnează satul natal ca aparținând mănăstirii de lângă Roșiorii de Vede. Numele unor sate mănăstirești au fost redate în limba română, mai târziu, prin Mănicești, Măniceni ( Argeș - aparținând mănăstirii Tutana), Măneciu ( două sate aparținând de mănăstiria Cheia).
Biserica fostei mănăstiri este clasată ca monument istoric, cu cod LMI TR-II-m-A-14317.
In 2014 a fost readusa la rangul de manastire, cu hramul Sf M Mc Dimitrie, izvoratorul de mir.
Obstea actuala este formata din 3 calugari.